# Ngauruhoe
Il Ngauruhoe è uno stratovulcano attivo della Nuova Zelanda. Si tratta dello sfiatatoio più giovane del complesso vulcanico del Tongariro, di cui costituisce un cono secondario.
Più precisamente, il vulcano è posizionato nell'altopiano centrale dell'Isola del Nord, a 25 km a sud della riva meridionale del lago Taupo. Al suo nord si trovano gli altri due vulcani attivi del Tongariro, mentre al suo sud è situato il monte Ruapehu. Ad est il Ngauruhoe confina con il deserto di Rangipo.

## Storia
Il vulcano eruttò per la prima volta circa 2500 anni fa, e durante il XX secolo ha eruttato 45 volte, l'ultima delle quali fu nel 1977. All'interno del suo cratere interno e sul bordo orientale di quello esterno sono presenti delle fumarole.
Il vulcano prende il nome da una vicenda mitologica appartenente alla cultura Maori locale, quella degli iwi Ngati Tuwharetoa. Le tradizioni locali affermano che un personaggio mitologico chiamato Ngātoro-i-rangi, chiamò a sé della lava vulcanica dalla sua madre-patria Hawaiki, facendola infine emergere dal Ngauruhoe. Il nome del vulcano potrebbe essere una commemorazione dello schiavo di Ngātoro-i-rangi, che sarebbe morto di freddo prima dell'arrivo della lava richiamata dal suo padrone.
Il monte è stato scalata per la prima volta da J. C. Bidwill nel marzo 1839. La scalata fu eseguita partendo da nord-ovest. Bidwill riferì che "Il cratere era l'abisso più terrificante in cui abbia mai guardato o che abbia mai immaginato... non era possibile vedere oltre le 10 iarde all'interno di esso per la quantità di vapore che [il cratere] continuamente emetteva". Agli inizi degli anni 2000 il vulcano è stato usato come scenografia del Monte Fato per la trilogia cinematografica Il Signore degli Anelli.

## Galleria d'immagini

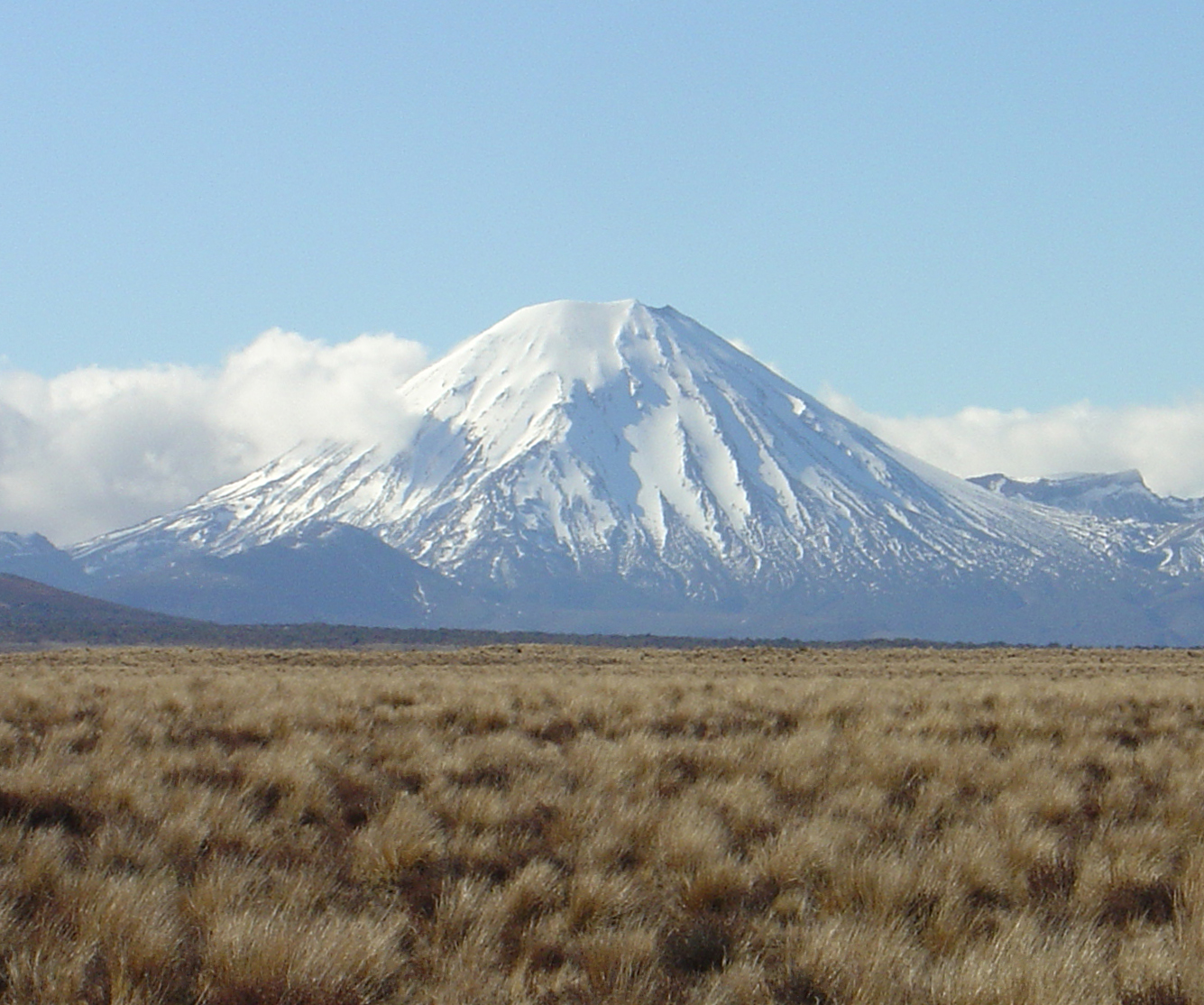
Veduta dalla Desert Road.
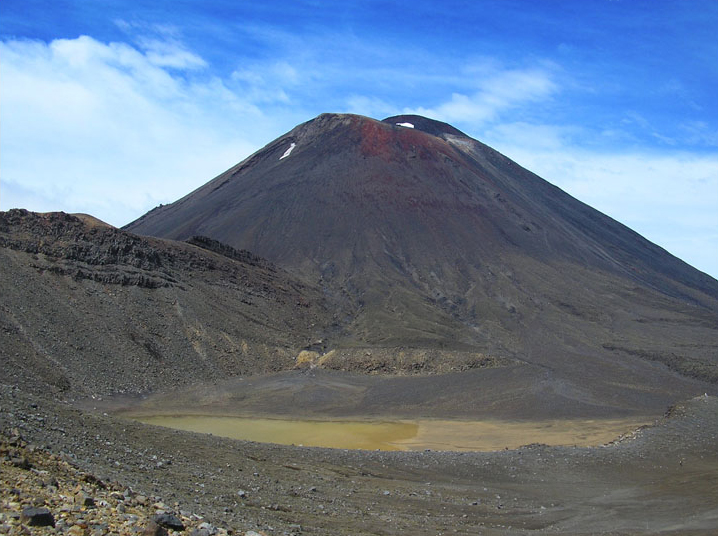
Ngauruhoe
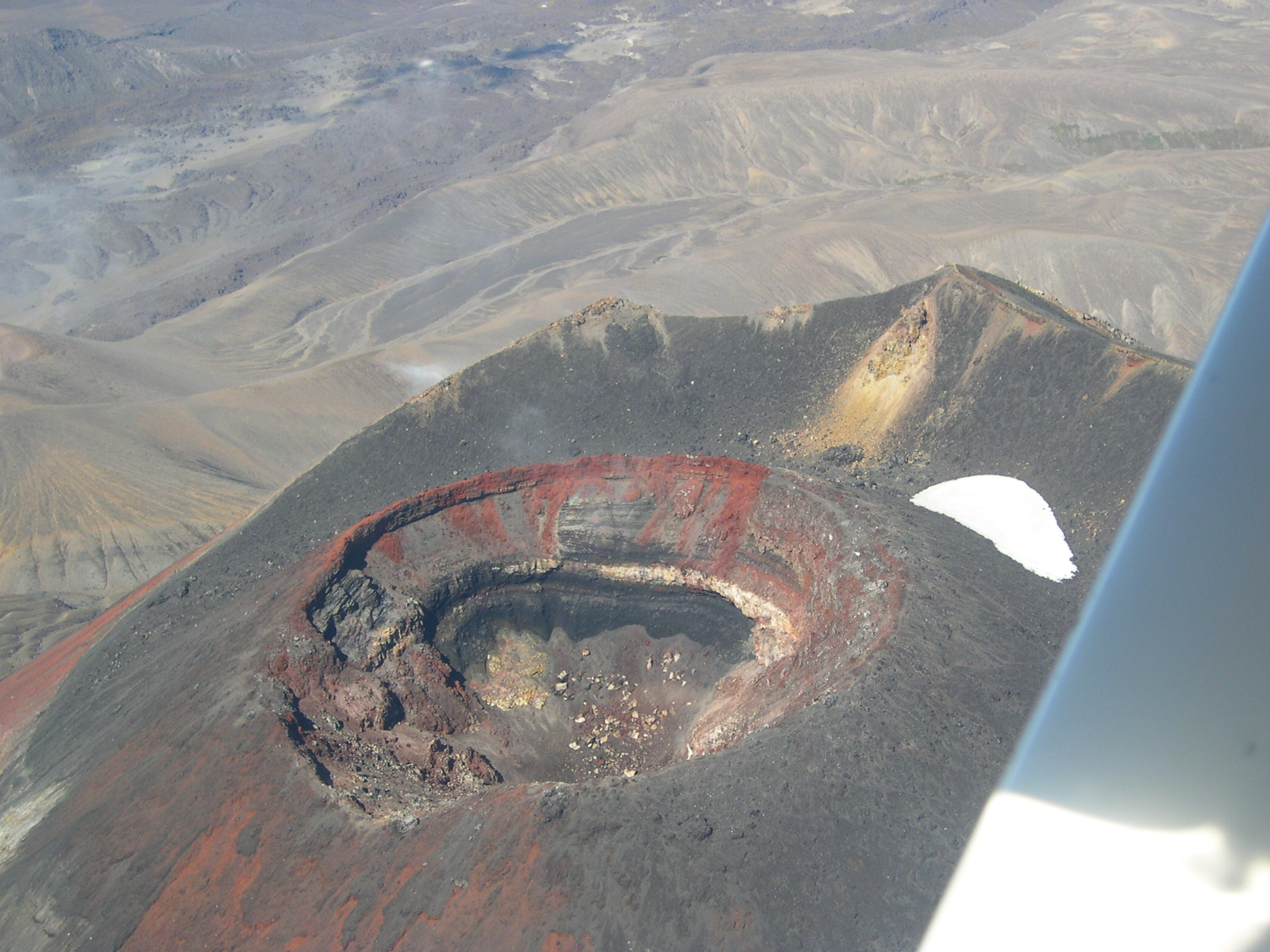
Foto aerea del cratere
Panorama del Ngauruhoe